# Hatakeyama Shigetada
Hatakeyama Shigetada (畠山 重忠, 1164–1205) foi um samurai que lutou nas Guerras Genpei , no Japão. Inicialmente lutou ao lado do Clã Taira, mas mudou de lado durante a Batalha de Dan no Ura, e terminou a guerra do lado vencedor . 

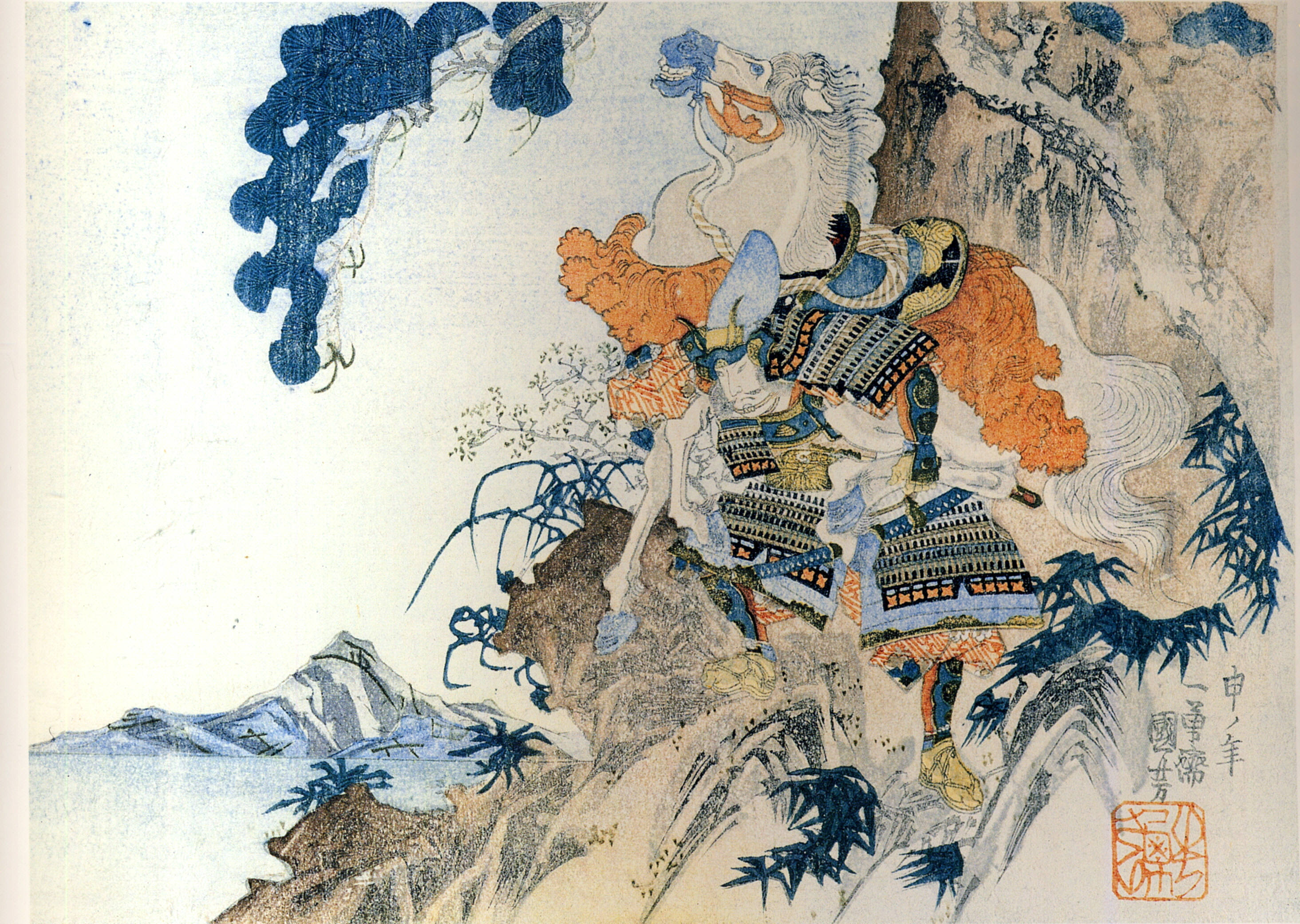
Hatakeyama Shigetada, pintura de Utagawa Kuniyoshi

Após a guerra, quando seu filho Hatakeyama Shigeyasu foi morto por Hōjō Tokimasa, Shigetada foi tirar satisfação. A recompensa para este ultraje era a morte, junto com o resto de sua família .  Sua corajosa tentativa de defender a sua honra, juntamente com vários outros atos de força e habilidade foram registrados no Heike Monogatari e em outras crônicas do período.
Em outro episódio descrito no  Heike Monogatari, ocorrido naSegunda  Batalha de Uji, Kajiwara Kagetoki e Sasaki Takatsuna foram os primeiros a cruzar de uma margem a outra o rio Uji atacando assim Minamoto no Yoshinaka que tinha destruído a ponte para se proteger das forças de Minamoto no Yoshitsune. Quando o cavalo de Kagetoki é morto com uma flecha na cabeça, este abandona sua montaria e usa o seu arco como um cajado para seguir em frente. Quando estava prestes a atingir a margem, seu afilhado Okushi no Shigechika pede ajuda, ao se distrair acudindo o sobrinho é agarrado e jogado na terra pelos inimigos. Com isso Shigetada consegue ser o primeiro a atravessar do rio . 

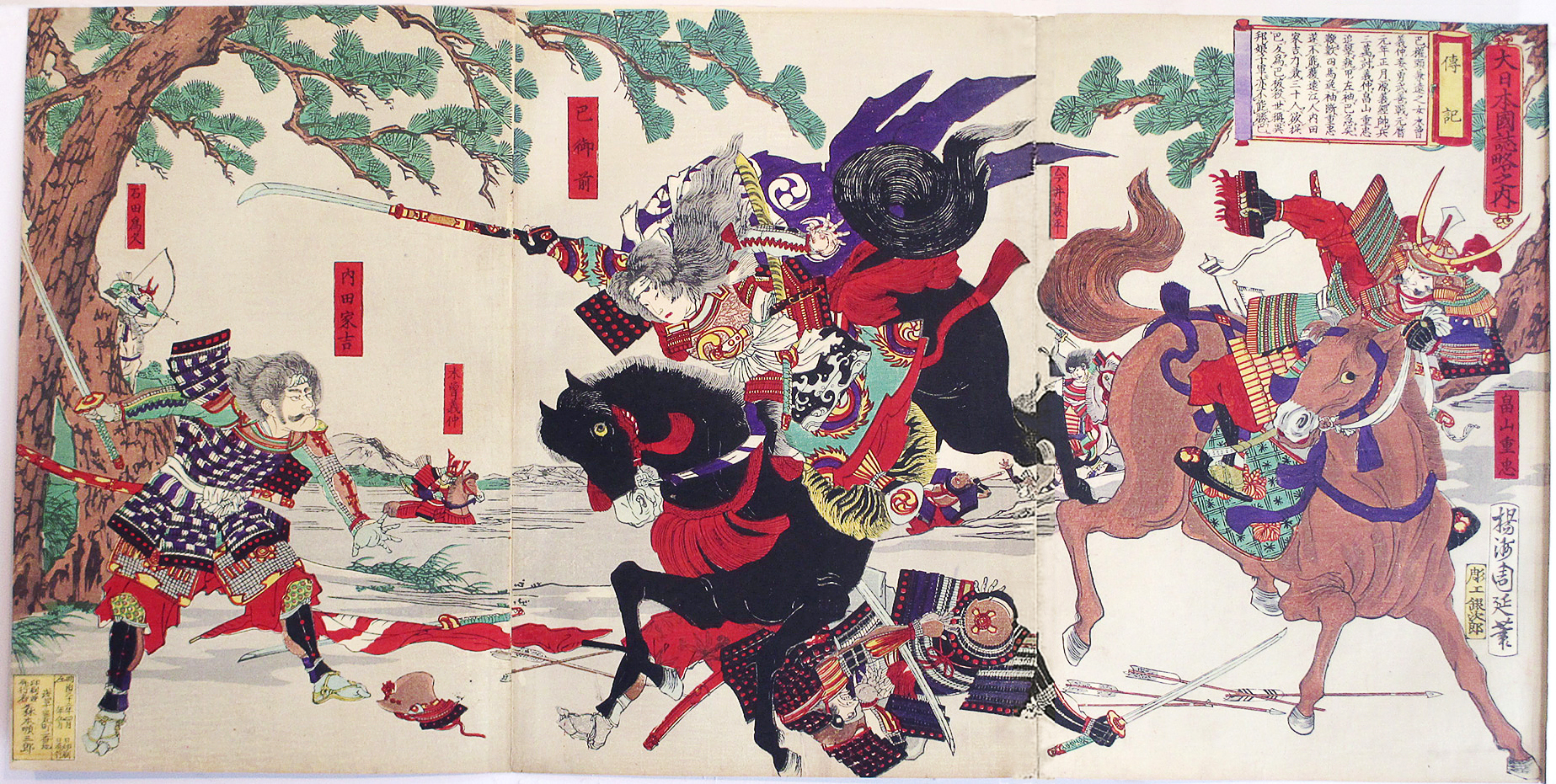
Tomoe Gozen com Uchida Ieyoshi e Hatakeyama Shigetada. Pintura de Yoshu Chikanobu de 1899

Após a Batalha de Awazu , em 1184, Shigetada ficou conhecido como o homem que deixouTomoe Gozen escapar .